# Heleosaurus scholtzi
L'eleosauro (Heleosaurus scholtzi) è un tetrapode estinto, appartenente ai pelicosauri. Visse nel Permiano medio (circa 270 milioni di anni fa) e i suoi resti fossili sono stati ritrovati in Sudafrica.

## Descrizione
Questo animale era di piccole dimensioni e non doveva superare la lunghezza di 60 centimetri. Il corpo di Heleosaurus era piuttosto gracile, e l'aspetto doveva assomigliare  quello di una grossa lucertola. Il cranio di Heleosaurus possedeva un rostro abbastanza lungo e basso, piuttosto diverso da quello di animali simili come Varanops. Le narici erano piuttosto arretrate, mentre la fila di denti comprendeva un grande elemento simile a un canino, lungo il doppio degli altri denti, su ogni ramo mascellare. La mandibola era molto bassa. Le vertebre cervicali erano allungate, ma leggermente più piccole rispetto a quelle dorsali. Le spine vertebrali erano basse, e le costole dorsali corte; ciò faceva risultare il corpo piuttosto basso. Le costole dorsali posteriori, estremamente corte, indicano una regione lombare piuttosto grande. Le zampe anteriori erano snelle, molto più piccole rispetto a quelle posteriori. Il collo era ricoperto da numerose piastre ossee (osteodermi).

## Classificazione
Questo animale venne descritto per la prima volta da Robert Broom nel 1907, sulla base di uno scheletro incompleto ritrovato nella regione del Karroo, in Sudafrica. Broom ascrisse questo animale ai rettili diapsidi, e così fecero altri studiosi successivi: Carroll, nel 1976, ritenne questo animale un possibile antico arcosauro. Solo nel 2007, un nuovo studio di Reisz e Modesto mise in luce le somiglianze di Heleosaurus con i varanopseidi, un gruppo di pelicosauri vagamente simili a lucertole, posti sulla linea evolutiva che condusse ai mammiferi. Ulteriori scoperte (Botha-Brink e Modesto, 2009) hanno messo in luce alcune caratteristiche (l'assenza di un contatto anterodorsale tra lo squamoso e lo jugale) che permettono di classificare Heleosaurus tra i micterosaurini, un gruppo di varanopseidi generalmente di piccole dimensioni. Il più stretto parente di Heleosaurus sembrerebbe essere stato Elliotsmithia, anch'esso sudafricano.

## Paleoecologia e paleobiologia
Questo animale di piccole dimensioni era probabilmente un insettivoro. 
La scoperta di quattro esemplari di dimensioni piuttosto ridotte, conservati accanto ai resti di un altro esemplare di dimensioni maggiori, ha portato all'ipotesi che questi animali possano aver fatto parte di un nucleo famigliare (Botha-Brink e Modesto, 2009).